# D-ソルビトールデヒドロゲナーゼ (受容体)
D-ソルビトールデヒドロゲナーゼ (受容体)（D-sorbitol dehydrogenase (acceptor)）は、フルクトースとマンノース代謝酵素の一つで、次の化学反応を触媒する酸化還元酵素である。
D-ソルビトール + 受容体 {\displaystyle \rightleftharpoons } L-ソルボース + 還元型受容体
反応式の通り、この酵素の基質はD-ソルビトールと受容体、生成物はD-ソルボースと還元型受容体である。補因子としてFADを用いる。
組織名はD-sorbitol:acceptor 1-oxidoreductaseで、別名にD-sorbitol:(acceptor) 1-oxidoreductaseがある。